# Lea Michele
Lea Michele Sarfati (El Bronx, Nueva York, 29 de agosto de 1986), conocida simplemente como Lea Michele, es una actriz y cantante estadounidense de teatro, cine y televisión, conocida por su papel de Rachel Berry en la serie de televisión Glee (2009-15), que recibió dos nominaciones a los Premios Globo de Oro y una a los Premios Emmy. También ha ganado un Premio Satellite, un Premio del Sindicato de Actores y tres People's Choice Awards consecutivos. Luego, interpretó a Hester Ulrich en la serie de televisión Scream Queens (2015-2016). En 2017, interpretó a Valentina Barella en la serie de televisión The Mayor. En 2019, protagonizó la película Same Time, Next Christmas con el nombre de Olivia, en la ABC. En julio de 2022 se dio a conocer que sería la protagonista de la aclamada obra de Broadway, Funny Girl, estrenándose en septiembre del mismo año.  
Comenzó sus trabajos profesionales de niña en Broadway, en producciones de Los miserables, Ragtime y El violinista en el tejado. En 2006, interpretó a Wendla en la obra musical Spring Awakening, en Broadway, el cual le valió una nominación al Drama Desk Award. En 2011 hace su debut en el cine, en la comedia romántica New Year's Eve. En 2014, dio su voz para el papel de Dorothy Gale en la película animada Legends of Oz: Dorothy's Return.
En 2012, firma con Columbia Records, comenzando así su carrera como cantante. Su primer sencillo, "Cannonball", fue lanzado el 10 de diciembre de 2013. Su álbum debut, Louder, fue lanzado el 4 de marzo de 2014 en iTunes, debutando en el puesto número 4 de los Billboard 200. Publicó la primera parte de su autobiografía, Brunette Ambition, el 20 de mayo de 2014, debutando en The New York Times Best Seller List. La segunda parte, You First: Journal Your Way To Your Best Life, fue publicada el 22 de septiembre de 2015.
El 28 de abril de 2017 fue lanzado su segundo álbum de estudio Places, bajo el sello discográfico Columbia Records.  El título hace referencia a la llamada de showtime de "lugares" cuando se trabaja en teatro en vivo. "Love Is Alive" fue lanzado como el único sencillo del álbum el 3 de marzo de 2017 y no contó con video musical.
El 25 de diciembre de 2019 lanza su primer disco navideño, con el nombre de Christmas in the City en el que colaboraron artistas como Darren Criss, Jonathan Groff y Cynthia Erivo.
El 15 de noviembre de 2021 retorna a Broadway con el elenco original del musical Spring Awakening ganador del premio Tony. Los actores se reúnen para un concierto de aniversario de una noche de 15 años después de que el espectáculo llegara a Broadway con un éxito total.
El 3 de mayo de 2022 participó en el documental de HBO sobre Spring Awakening.

## Primeros años y educación
Lea Michele Sarfati nació en el barrio del Bronx, en la ciudad de Nueva York, es hija única de Edith Thomasina (cuyo apellido de soltera es Porcelli), enfermera jubilada, y de Mark David Sarfati, agente de bienes raíces y ex delicatessen. Su madre es una ítalo-estadounidense católica y su padre es de ascendencia judía turco-española. Michele creció con ambas religiones, pero fue criada como católica. Michele pasó los primeros cuatro años de su vida viviendo en el barrio del Bronx, hasta que ella y sus padres se mudaron a la zona suburbana de Tenafly, Nueva Jersey. La familia también alquiló un departamento en Manhattan, mientras Michele estaba actuando en Broadway.
Michele se vio obligada a usar su segundo nombre, "Michele", en vez de "Sarfati", su apellido, ya que sufrió bullying en la escuela debido a la pronunciación de este. "Lea Michele" fue el nombre artístico que utilizó en su primera audición, para el papel de la joven Cosette en Los Miserables. En 1997, Michele fue educada en su hogar mientras vivía y trabajaba en la obra Ragtime, en Toronto. Asistió a la escuela secundaria Tenafly, donde participaba del equipo de voleibol, el equipo de debate y formaba parte del coro. En su adolescencia trabajó de delicatessen junto a su padre, y posteriormente en una tienda judía de Benei Mitzvá.
Michele fue aceptada en la Escuela de Artes Tisch de la Universidad de Nueva York, pero optó por seguir trabajando en el escenario. Confió que a pesar de su éxito en el escenario, le dijeron que nunca lo haría en la televisión "porque me veía demasiado étnica, demasiado judía. Así que tener la oportunidad de estar en esto es increíble." Lea audicionó para el papel de Rachel Berry cantando "On My Own", sin querer el pianista no tocó la parte del segundo verso, a lo que Lea dijo "Hay que volver a hacerlo" Luego, en esa misma audición Michele estaba presentando un monólogo que ella consideraba serio pero los directores se rieron a lo que ella respondió "Esa era una linea seria, no debió ser gracioso, voy a hacerlo otra vez y quiero que todos lloren", el equipo dijo que esa actitud era muy Rachel Berry y que claramente ella debería ser quien encarne a este personaje.

## Carrera

### 1995-2008: Comienzos

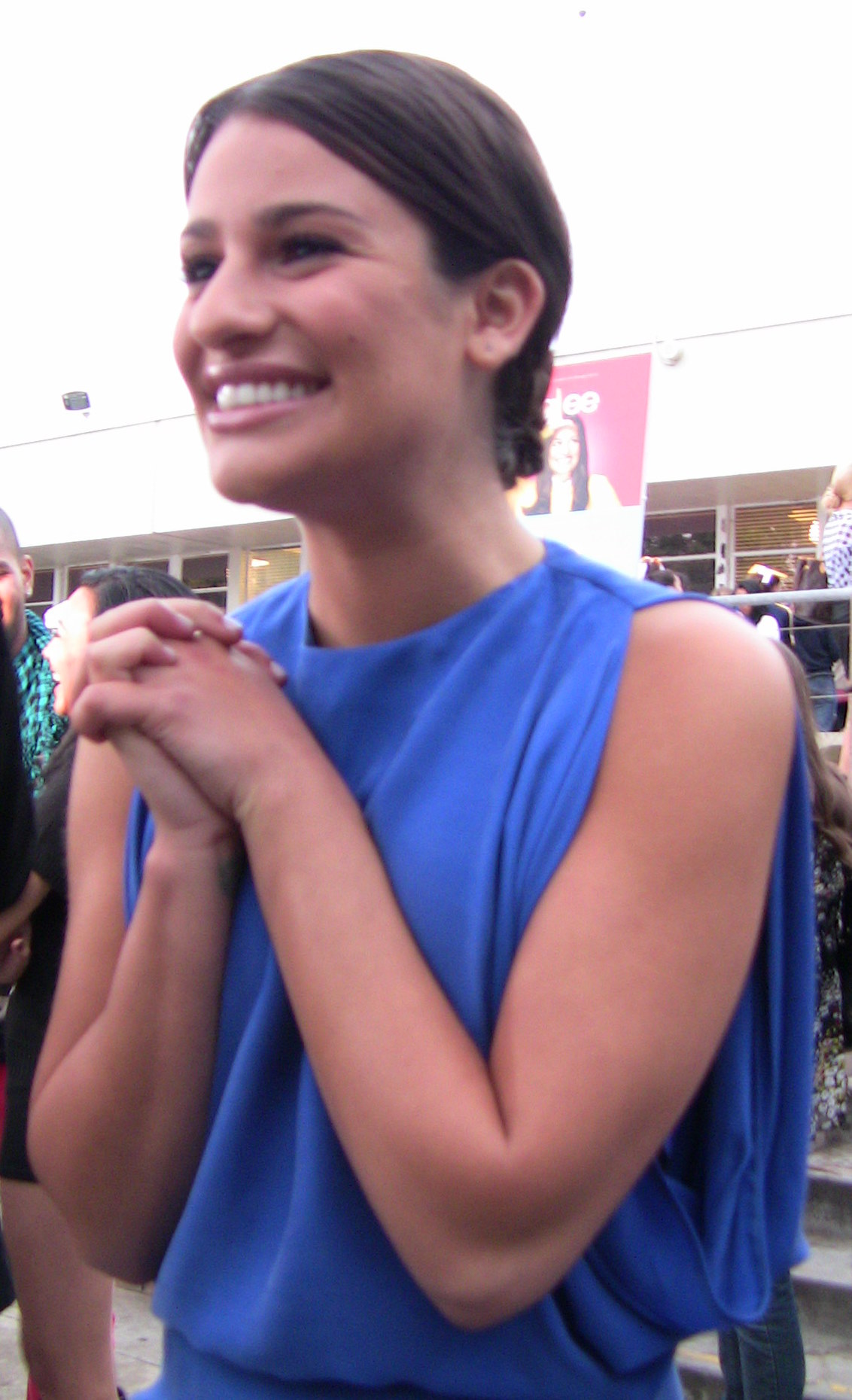
Lea Michele en el estreno de la serie de televisión Glee, en Santa Mónica, California en 2009.

Lea debutó en Broadway como suplente para el personaje de Cosette (niña) en el musical Los miserables en el año 1995. En 1998 trabajó en el original de Broadway del musical Ragtime. En 2004 interpretó los personajes de "Shprintze" y "Chava" en una representación en Broadway del musical El violinista en el tejado. Regionalmente ella ha interpretado el rol principal en el musical inspirado en el Diario de Ana Frank. A los 14 años también participó en la representación en talleres tempranos y en Broadway de la versión rock musical de la obra Spring Awakening con su mejor amigo Jonathan Groff. Cuando este musical debutó formalmente en Broadway el 10 de diciembre de 2006, Lea fue nominada al prestigioso Drama Desk Award en la categoría de Mejor Actriz en un musical.
El 18 de mayo de 2008, Lea abandonó Spring Awakening. En julio de 2008 trabajó en el musical Nero en su presentación en la Universidad de Vassar; el 8, 9 y 10 de agosto del mismo año interpretó el personaje de Eponine en un concierto inspirado en el musical Los miserables celebrado en el Hollywood Bowl (un famoso anfiteatro de Hollywood). Michele puede ser oída en los casting de grabaciones de las originales Ragtime y Spring Awakening, y del reestreno de 2003 de El violinista en el tejado. El disco de Spring Awakening que incluye las voces de los miembros del elenco original, entre ellas la de Lea Michele, ganó el Premio Grammy de 2008 al Mejor Álbum de Show Musical.
Antes de su trabajo en la serie Glee, Lea solo había trabajado en televisión (como actriz) con un personaje secundario en un único episodio de la primera temporada de la popular serie policíaca Third Watch; el episodio se llamó Spring Forward, Fall Back y salió al aire el 17 de abril de 2000; el personaje de Lea se llamaba Sammi.

### 2009-2015:Glee, éxito
Desde 2009 hasta su finalización en 2015, Michele protagonizó la serie de comedia y drama musical de Fox Glee como Rachel Berry, la protagonista y cantante estrella del programa. El 15 de diciembre de 2009 se anunció que Lea Michele era una de las cinco nominadas al premio Globo de Oro de 2010 en la categoría de Mejor Actriz de Serie de Televisión - Comedia o Musical por su trabajo en la serie Glee. El 17 de enero de 2010, se anunció la ganadora en la tradicional ceremonia de entrega de los premios; Michele no resultó galardonada, pero de todas maneras su nominación es considerada un gran avance para su carrera. En ese mismo año, el 22 de abril entregó un premio en los Kids Choice Awards 2010 junto a Cory Monteith.
El 30 de abril de 2010 la prestigiosa revista estadounidense Time anunció su tradicional lista anual de las 100 personas más influyentes del mundo en diferentes ámbitos; de las que 25 son los artistas más influyentes del mundo.. Entre esas 25 personalidades del medio artístico, apareció de forma sorpresiva Lea Michele en el puesto 13; el ser considerada la decimotercera artista más influyente del planeta es una señal del claro éxito que ella ha alcanzado gracias a Glee a nivel internacional en muy corto tiempo. Para hacer más grande el honor, la encargada de escribir el artículo en la revista presentando a Lea Michele dentro de la lista, fue la legendaria actriz y cantante Olivia Newton-John (famosa por la mítica película musical Grease).
En el año 2010, protagonizó un comercial de larga duración, de la línea de productos femeninos para el cabello Dove, en el cual realizó un correcto cover de la canción "My Favourite Things", del musical The Sound of Music.
El 8 de julio de 2010, fue anunciado que Lea era una de las candidatas al Premio Primetime Emmy a la Mejor Actriz en una Serie de Comedia, de nuevo por su participación en la serie Glee. Los Premios Emmy son el máximo galardón de la televisión estadounidense, el equivalente televisivo a los Premios Óscar en el cine. La entrega de premios tuvo lugar el 29 de agosto, justo el día del cumpleaños de Lea Michele; ella no resultó ganadora, ya que el premio fue concedido a la actriz estadounidense Edie Falco.
En el año 2011 Lea Michele hizo su debut en el cine al participar en la película New Year's Eve, una comedia romántica donde compartió elenco con muchas estrellas del cine de Hollywood del momento, para la cual tuvo dos participaciones especiales en la banda sonora de la misma, presentando su voz para cantar el clásico escocés de Año Nuevo, Auld Lang Syne, y el dueto "Have a Little Faith In Me", con Bon Jovi. En el año 2012 fue elegida como chica representativa de la marca Candie's.

### 2013-2016:LouderyScream Queens
El 18 de septiembre de 2012, anunció que Michele estaba trabajando en su primer álbum solista. Comenzó las grabacione el 19 de octubre de 2012.
En 2013 fue la nueva cara de L'Oréal París, gracias a su talento y belleza fue elegida por esta gran marca cosmética. En una nota Lea reveló que ya que su carrera fue temprana en Broadway, usó maquillaje desde ese entonces y dijo adorar los productos de L'Oréal París. Fue elegida para representar la voz de Dorothy en la nueva película "Dorothy Of Oz". El 9 de enero de 2014 estreno el video de "Cannonball" en su cuenta VEVO, el cual tuvo un pronto éxito en varios países del mundo, alcanzando millones de reproducciones. El 19 de mayo de 2014, estreno el video de "On My Way", nuevo sencillo de su álbum el cual tuvo una positiva recepción de la crítica y ha alcanzado también millones de reproducciones.
En 2014 publicó la primera parte de su autobiografía Brunette Ambition, en la que combina su biografía, con trucos de belleza y salud. Desde 2015 a 2016, Michele protagonizó la serie de comedia de terror de Fox Scream Queens, interpretando a Hester Ulrich, peculiar y con cuello ortopédico. Fue nominada para el Premio People's Choice a la Actriz favorita en una nueva serie de televisión, y dos Premios Teen Choice a la actriz favorita: comedia y villana por su actuación en el papel. El 15 de marzo de 2016, el sencillo de caridad "This Is for My Girls", en el que Michele fue una de las ocho cantantes destacadas, fue lanzado como un sencillo de caridad. La canción, escrita por Diane Warren, benefició la campaña # 62MillionGirls.

### 2017:The MayoryPlaces
En enero de 2017, Michele hizo tres shows en una mini gira titulada An Intimate Evening with Lea Michele, para promocionar su segundo álbum de estudio, Places. La gira continuó por el Reino Unido y América del Norte en abril y mayo de 2017.  El primer sencillo del segundo álbum, "Love Is Alive", fue lanzado el 3 de marzo de 2017. Posteriormente se lanzaron tres singles promocionales en el período previo al álbum: "Anything's Possible", "Run to You", y "Getaway Car". Places se lanzó el 28 de abril de 2017 y debutó en el número 28 en la lista Billboard 200 con más de 16,000 unidades vendidas en su primera semana.
El 4 de abril de 2017, Michele apareció como  Amanda en la serie Dimension 404, con Robert Buckley y Joel McHale. Posteriormente interpretó a Valentina Barella en la sitcom The Mayor transmitido por el canal ABC, creada por Jeremy Bronson y el productor Daveed Diggs.

### 2019 – 2021: Trabajos en televisión, Christmas In The City y Cuarto álbum Forever
En mayo de 2019, se anunció que Michele presentará una serie digital de salud y bienestar para el canal de Ellen DeGeneres, titulada "Well, well, well con Lea Michele". Ella también está preparada para protagonizar una próxima película de televisión navideña, Same Time, Next Christmas, para ABC. El tercer álbum de estudio de Michele será un álbum navideño que se lanzó el 25 de octubre de 2019. El 26 de julio de 2021 anuncio el lanzamiento de su cuarto álbum de estudio que lleva por nombre Forever como homenaje a su hijo Ever Leo Reich que se lanzó al mercado el 5 de noviembre de 2021. El 15 de noviembre de 2021 Lea Michele retorna a Broadway con el elenco original del musical Spring Awakening ganador del premio Tony. Los actores se reúnen para un concierto de aniversario de una noche de 15 años después de que el espectáculo llegara a Broadway con un éxito total.

### 2022-presente: Retorno a Broadway
El 3 de mayo de 2022 se estrenó el documental en HBO de Spring Awakening donde participa Lea Michele junto al elenco del musical. Este documental se estrenó con el 100% de elegios de los críticos. Medios como Rolling Stones o el NY Times destacan el retorno de Lea a Broadway como exitoso. El 9 de mayo participa en la Gala del Atlantic Theater Company en New York junto a otras artistas como Ariel Stachel. El 22 de mayo participa en el evento #MissCast22. 
El 11 de julio de 2022, se anunció que Michele regresaría a Broadway en la producción musical de Funny Girl. Michele reemplazó a Beanie Feldstein en el papel principal de Fanny Brice el 6 de septiembre de 2022, después de que Feldstein anunciara su salida de la producción dos meses antes de lo planeado originalmente. Michele protagonizó junto a Ramin Karimloo como Nick Arnstein. Tenía programados siete funciones a la semana, excluyendo los jueves por la noche. Los paralelismos entre la interpretación de Michele del papel y la historia de su personaje en Glee, donde consigue el papel soñado en el primer reestreno del musical en Broadway, han sido ampliamente discutidos en los medios. La obsesión de su personaje con el musical se incluyó en Glee, en parte, debido al propio interés de Michele en él desde que vio por primera vez la adaptación cinematográfica en 2007.
La crítica elogió ampliamente la actuación de Michele. En la noche del estreno, Michele recibió múltiples ovaciones de pie por su actuación, que había sido muy esperada.  Jackson McHenry, escribiendo para Vulture, declaró: «Con cada mirada al público y cada cinturón, Michele parece enfrentarse a la presión de no solo ser buena o excelente, sino la más grande. Esto es menos un vehículo estelar que un combate de gladiadores. Ella sale adelante con sangre en la arena». Jesse Green, escribiendo para The New York Times, inicialmente dio una mala crítica al musical cuando lo protagonizó Beanie Feldstein. Tras ver la versión de Michele, elogió su actuación, aunque mantuvo sus críticas a la producción en general, afirmando: «Vulnerable e invulnerable, excéntrica y apasionada, [Michele] hace que valga la pena volver a ver el espectáculo. Sin embargo, no puede hacerlo bien. La producción de Michael Mayer sigue siendo estridente y agresiva, y busca la reacción exagerada del público». El espectáculo tuvo su última función el 3 de septiembre de 2023. La última presentación fue el 3 de septiembre de 2023.

## Vida personal

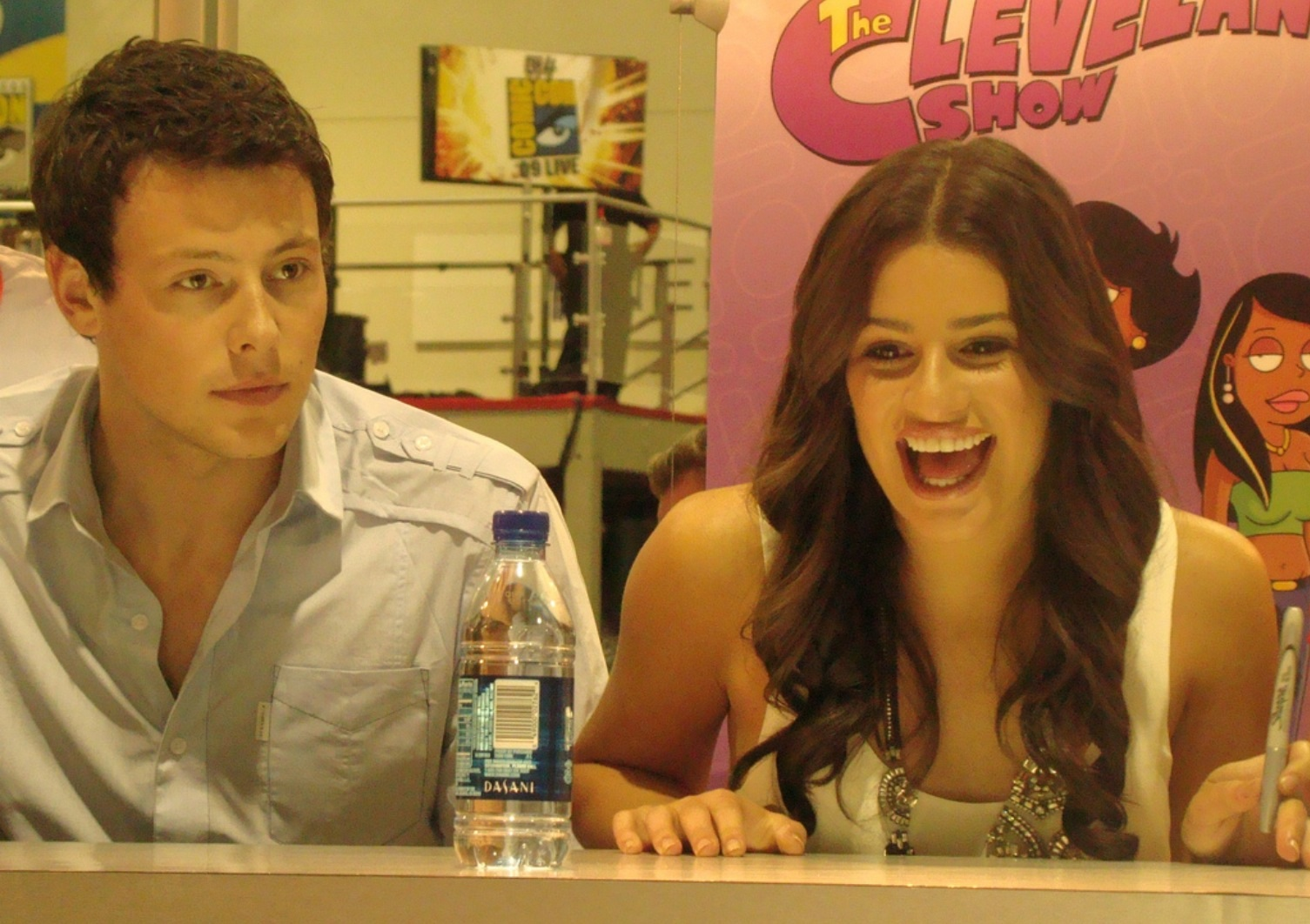
Lea y Cory Monteith.

Michele conoció al actor Cory Monteith en 2008, cuando ambos comenzaron a trabajar en la serie Glee. En febrero de 2012, los medios se hicieron eco del inicio de su relación. Siguieron siendo una pareja hasta la prematura muerte de Monteith en julio de 2013. Él tenía previsto pedirle matrimonio el día de su cumpleaños, el 29 de agosto, ese mismo año. Las últimas palabras que este le dijo, mediante una conversación telefónica, fueron "If you say so" (si tú lo dices) y dan título a la canción más íntima de la cantante en su primer disco como solista, Louder.
Su relación con el empresario Zandy Reich se hizo pública a mediados de julio de 2017. Reich es presidente de la tienda de ropa AYR. El 28 de abril de 2018, Michele anunció su compromiso con él. Se casaron el 9 de marzo de 2019, en Napa, California. En mayo de 2020, Michele anunció que estaba esperando su primer hijo. Dio a luz a un niño llamado Ever Leo Michele el 20 de agosto de 2020. Su hija nació en agosto de 2024.
A fines de mayo de 2020 Michele publicó un estado en la red social Twitter en apoyo al movimiento Black Lives Matter y pidió justicia por la muerte de George Floyd. Esto desencadenó una respuesta de la actriz  Samantha Ware, afroamericana, quien acusó a Michele de mala conducta en el set de Glee en 2015. Michele se disculpó con ella en una declaración mediante Twitter, diciendo "Claramente actué de maneras que lastimaron a otras personas". A raíz de este hecho, la empresa HelloFresh terminó su contrato con Michele prematuramente aduciendo "(HelloFresh) no condona racismo ni discriminación de ningún tipo".

## Habilidades artísticas

### Voz

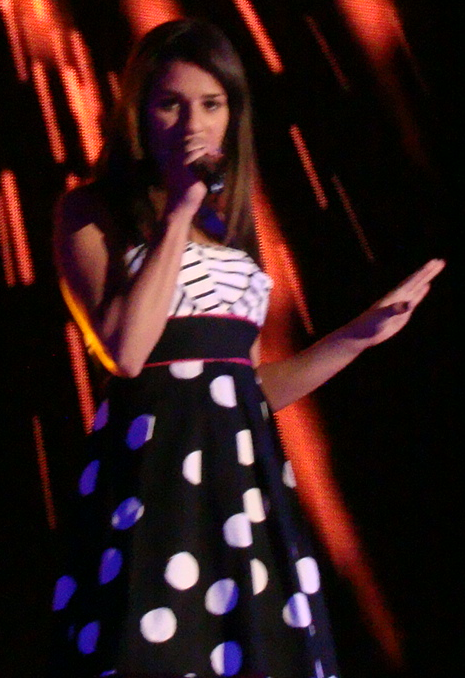
Michele interpretando Firework en el Glee Live! In Concert! en 2011.

Lea es considerada por la crítica como una de las mejores voces de esta nueva generación por sus capacidades vocales y su versatilidad a la hora del canto. Su registro vocal abarca 3 octavas seis tono y un semitono, con un timbre de voz soprano. Su técnica vocal es prácticamente perfecta, con un gran apoyo del diafragma, un gran uso de los resonadores corporales y un gran control de la respiración, que le permite sostener prolongadas notas en el tiempo. Su voz de pecho, fue dominada rápidamente, y ahora es capaz de producir graves que incluso hacen que sea confundida con una mezzosoprano. Su voz de cabeza es ligera, melódica y brillante y es capaz de realizar melismas complejos con ella, y llegar a notas muy altas con facilidad, las cuales logra mantener, capacidad que por la cual se destaca y que la crítica ha destacado de su registro. Normalmente emplea el uso de registro vocal mixto (voz de cabeza y voz de pecho a la vez), y domina con facilidad la técnica del vibrato. Hahn Nguyen escribió sobre la voz de Michele en Glee Live! In Concert!, "Uno realmente puede escuchar la calidad de las voces en vivo, ella suena incluso mejor que en el programa... Su "Don't Rain On My Parade" en vivo es increíble y emocionante ". [136] Billboard calificó su actuación en vivo de "Love Is Alive" en The Late Late Show con James Corden como una "actuación emocional que mostró la capacidad vocal de Michele".

### Influencias
Una de las más importantes figuras influyentes en la vida de Lea es Barbra Streisand, a la que cita como su "modelo". Veía junto con su madre Edith sus viejas películas cuando era una niña. Michele dedica un capítulo en su libro Brunette Ambition a Streisand: «Realmente la amo , ella siempre ha sido un modelo para mí. Ella es alguien que en su carrera se ha centrado en lo que la hace única y especial». 
Céline Dion también la ha influido de manera contundente como cantante. «No recuerdo un día de mi vida que no haya sido inspirado por Celine Dion»..
La actriz y cantante Audra McDonald también ha sido una influencia en Michele, quien dijo de ella: «Audra es probablemente la mejor cantante del mundo. No creo que ella tenga la más mínima idea de la gran influencia que tuvo sobre mí. Yo diría que el 80 % de mis conocimientos de canto vino de Audra... Cómo calentar. Cómo respirar. Cómo cuidarme la voz. Todo lo que creo es porque Audra lo inculcó en mí. Y siempre le estaré agradecida». La artista Alanis Morissette también ha sido una inspiración para la carrera de Michele. Su álbum The Jagged Little Pill fue el primer álbum que compró, y en una entrevista del 2014 dijo que todavía lo tiene. «Amo a Alanis Morissette. Es maravillosa. Todas las letras de sus canciones son tan bellas, y vocalmente es tan fuerte».
Además, Michele ha elogiado a muchos artistas de la música y ha dicho que admira a Lorde, afirmando: «[Lorde] es increíble. Escribe todas sus canciones y son como la poesía»[cita requerida]

## Filmografía

### Televisión
| Año       | Título                    | Personaje         | Notas                                 |
| --------- | ------------------------- | ----------------- | ------------------------------------- |
| 2000      | Third Watch               | Sammi             | Episodio: «Spring Forward Fall Back»  |
| 2009–2015 | Glee                      | Rachel Berry      | Protagonista; 118 episodios           |
| 2010      | The Simpsons              | Sarah McCalsy     | Episodio: «Elementary School Musical» |
| 2012      | The Glee Project          | Ella misma        | Mentora invitada                      |
| 2013      | Top Chef                  | Ella misma        | Invitada                              |
| 2014      | Sons of Anarchy           | Gertie Breslin    | Episodio: «Smoke 'em If You Got 'em»  |
| 2015–2016 | Scream Queens             | Hester Ulrich     | Protagonista; 23 episodios            |
| 2017      | Dimensión 404             | Amanda            | Episodio: «Matchmaker»                |
| 2017–2018 | The Mayor                 | Valentina Barella | Protagonista; 13 episodios            |
| 2019      | Same Time, Next Christmas | Olivia Anderson   | Película para televisión              |

### Cine
| Año  | Título                               | Personaje                  | Notas                                               |
| ---- | ------------------------------------ | -------------------------- | --------------------------------------------------- |
| 2011 | Glee: The 3D Concert Movie           | Rachel Berry/Ella misma    | Elenco principal, película de concierto documental  |
| 2011 | New Year's Eve                       | Elise Richards             | Elenco principal, película                          |
| 2014 | Legends of Oz: Dorothy's Return      | Dorothy Gale               | Protagonista, película animada Actuación de voz     |
| 2022 | Spring Awakening: Those You've Known | Wendla Bergmann/Ella misma | Elenco principal, Película documental de TV HBO Max |

### Teatro
| Año       | Título                     | Personaje          | Notas                      |
| --------- | -------------------------- | ------------------ | -------------------------- |
| 1995      | Los miserables             | Cosette joven      | Broadway                   |
| 1998-2000 | Ragtime                    | La niña pequeña    | Broadway                   |
| 2004-2006 | El violinista en el tejado | Shprintze          | Broadway                   |
| 2006-2008 | Spring Awakening           | Wendla             | Broadway                   |
| 2008      | Les Misérables             | Éponine Thénardier | Hollywood Bowl             |
| 2010      | The Rocky Horror Show      | Janet Weiss        | Wiltern Theatre            |
| 2019      | The Little Mermaid         | Ariel              | Hollywood Bowl             |
| 2022—2023 | Funny Girl                 | Fanny Brice        | Protagonista, Broadway     |
| 2023      | Ragtime                    | Ensemble           | Minskoff Theatre           |
| 2025      | Chess                      | Florence Vassy     | Elenco principal, Broadway |

## Discografía

### Álbumes de studios
- 2014: Louder
- 2017: Places
- 2019: Christmas in the City
- 2021: Forever: A Lullaby Album

## Giras
- «Once Upon a Dream» (2008)
- «Los miserables» en concierto, en el Hollywood Bowl (2008).
- «Glee Live! In Concert!» (2010–2011)
- «An Intimate Evening with Lea Michele» (2017)
- «LM/DC Tour»  con (Darren Criss)  (2018)
- «Christmas in NYC: Live in Concert» (2019)
- «Spring Awakening Reunion Concert» (2021)
- «Life In Music Tour» (2022)

## Premios y nominaciones
| Año  | Premio                             | Categoría                                                                             | Trabajo          | Resultado |
| ---- | ---------------------------------- | ------------------------------------------------------------------------------------- | ---------------- | --------- |
| 2007 | Drama Desk Award                   | Actriz sobresaliente en música                                                        | Spring Awakening | Nominada  |
| 2007 | Broadway.com Audience Choice Award | Actriz principal favorita en un musical de Broadway                                   | Spring Awakening | Nominada  |
| 2007 | Broadway.com Audience Choice Award | Desempeño favorito femenino                                                           | Spring Awakening | Ganadora  |
| 2007 | Broadway.com Audience Choice Award | Pareja favorita (junto a Jonathan Groff)                                              | Spring Awakening | Ganadora  |
| 2007 | Broadway.com Audience Choice Award | Reparto favorito (junto al reparto)                                                   | Spring Awakening | Ganadora  |
| 2008 | Premios Grammy                     | Mejor Álbum de Teatro Musical (Elenco original de Broadway, incluyendo a Lea Michele) | Spring Awakening | Ganadora  |
| 2009 | Premios Satellite                  | Mejor Actriz de Serie de Comedia o Musical                                            | Glee             | Ganadora  |
| 2010 | Premios Globo de Oro               | Mejor Actriz de Serie de Televisión de Comedia o Musical                              | Glee             | Nominada  |
| 2010 | Premios del Sindicato de Actores   | Mejor Reparto de Televisión de Comedia                                                | Glee             | Ganadora  |
| 2010 | Premios Satellite                  | Mejor Actriz de Serie de Comedia o Musical                                            | Glee             | Nominada  |
| 2010 | Premios Primetime Emmy             | Mejor Actriz de Serie de comedia                                                      | Glee             | Nominada  |
| 2011 | Premios Globo de Oro               | Mejor Actriz de Serie de Televisión de Comedia o Musical                              | Glee             | Nominada  |
| 2011 | Teen Choice Awards                 | Serie de TV: Comedia                                                                  | Glee             | Ganadores |
| 2011 | Premios del Sindicato de Actores   | Mejor Reparto de Televisión de Comedia                                                | Glee             | Nominada  |
| 2012 | People's Choice Awards             | Actriz Favorita en Comedia/TV                                                         | Glee             | Ganadora  |
| 2012 | Teen Choice Awards                 | Actriz de TV: Comedia                                                                 | Glee             | Ganadora  |
| 2012 | Teen Choice Awards                 | Serie de TV: Comedia                                                                  | Glee             | Ganadores |
| 2012 | Premios del Sindicato de Actores   | Mejor Reparto de Televisión de Comedia                                                | Glee             | Nominada  |
| 2013 | People's Choice Awards             | Actriz Favorita en Comedia/TV                                                         | Glee             | Ganadora  |
| 2013 | Teen Choice Awards                 | Serie de TV: Comedia                                                                  | Glee             | Ganadores |
| 2013 | Teen Choice Awards                 | Actriz de TV: Comedia                                                                 | Glee             | Ganadora  |
| 2013 | Premios del Sindicato de Actores   | Mejor Reparto de Televisión de Comedia                                                | Glee             | Nominada  |
| 2014 | People's Choice Awards             | Actriz Favorita en Comedia/TV                                                         | Glee             | Nominada  |
| 2014 | People's Choice Awards             | Dúo Favorito de Televisión(con Naya Rivera)                                           | Glee             | Ganadora  |
| 2014 | World Music Awards                 | Mejor Artista Femenina del Mundo                                                      | Ella misma       | Nominada  |
| 2014 | World Music Awards                 | Mejor Actuación en vivo del Mundo                                                     | Ella misma       | Nominada  |
| 2014 | World Music Awards                 | Mejor Álbum del Mundo                                                                 | Louder           | Nominada  |
| 2014 | World Music Awards                 | Artista del Año del Mundo                                                             | Ella misma       | Nominada  |
| 2014 | Teen Choice Awards                 | Actriz de TV: Comedia                                                                 | Glee             | Ganadora  |
| 2015 | Teen Choice Awards                 | Actriz de TV: Comedia                                                                 | Glee             | Ganadora  |